# تحالف عزم
تحالف عزم هو ائتلاف سياسي عراقي سني، أُعلن عن تأسيسه في 9 كانون الأول سنة 2021م، وفيه 34 نائباً برلمانياً، وكان يرأسه أولاً خميس الخنجر، ورئيسه الحالي مثنى السامرائي.

## أعضاء التحالف
في تحالف عزم خمسة قوى سياسية شاركت في الانتخابات التشريعية العراقية 2021 من محافظة الأنبار غرباً ومحافظة صلاح الدين ومحافظة كركوك ومحافظة نينوى شمالاً، القوى المتحالفة هي تحالف عزم (الذي فاز بأربعة عشر مقعداً في الانتخابات)، وكتلة حزب الجماهير، وحركة حسم للإصلاح، ونواب من كتلة العقد الوطني، والتحالف العربي في كركوك.